# استودیوکانال بریتانیا
استودیوکانال بریتانیا (انگلیسی: StudioCanal UK) استودیوکانال در جزایر بریتانیا است. این شرکت فیلم‌های زیادی از جمله خارجی، انیمه بیشتر استودیو جیبلی، مستقل، فیلم هنری، فیلم‌های بریتانیایی، ایرلندی و آمریکایی را در بریتانیا و گاهی ایرلند منتشر می‌کند.